# Chelmós
Le Chelmós (en grec ancien et en grec moderne Χελμός), aussi appelé Aroánia (en grec ancien et en grec moderne Αροάνια), est un massif de montagnes grec situé en Achaïe dans le Péloponnèse. Depuis 2009, il fait partie du parc national de Chelmós-Vouraïkós.
Le Chelmós était réputé dans l'Antiquité pour abriter les sources du Styx, un des fleuves des Enfers.
Son principal sommet est le Psilí Koryfí (Ψηλή Κορυφή), culminant à 2 355 m d'altitude, qui est de ce fait la troisième plus haute montagne du Péloponnèse après le Taléton (2 404 m) dans le massif du Taygète et le mont Cyllène (2 374 m).
Les autres sommets importants du massif sont :
- Neraïdórachi (Νεραϊδόραχη), 2 341 m ;
- Aetórachi (Αετόραχη), 2 335 m ;
- Profítis Ilías (Προφήτης Ηλίας), 2 282 m ;
- Stefáni (Στεφάνι), 2 182 m ;
- Gardíki (Γαρδίκι), 2 125 m ;
- Nisí (Νησί), 2 070 m.

Depuis 2007, le télescope Aristarchos, du nom de l'astronome Aristarque de Samos, est opérationnel dans des bâtiments appartenant à l'observatoire national d'Athènes depuis 2001. Avec un miroir de 2,3 mètres de diamètre, ce télescope de type Ritchey-Chrétien est le plus grand de Grèce.

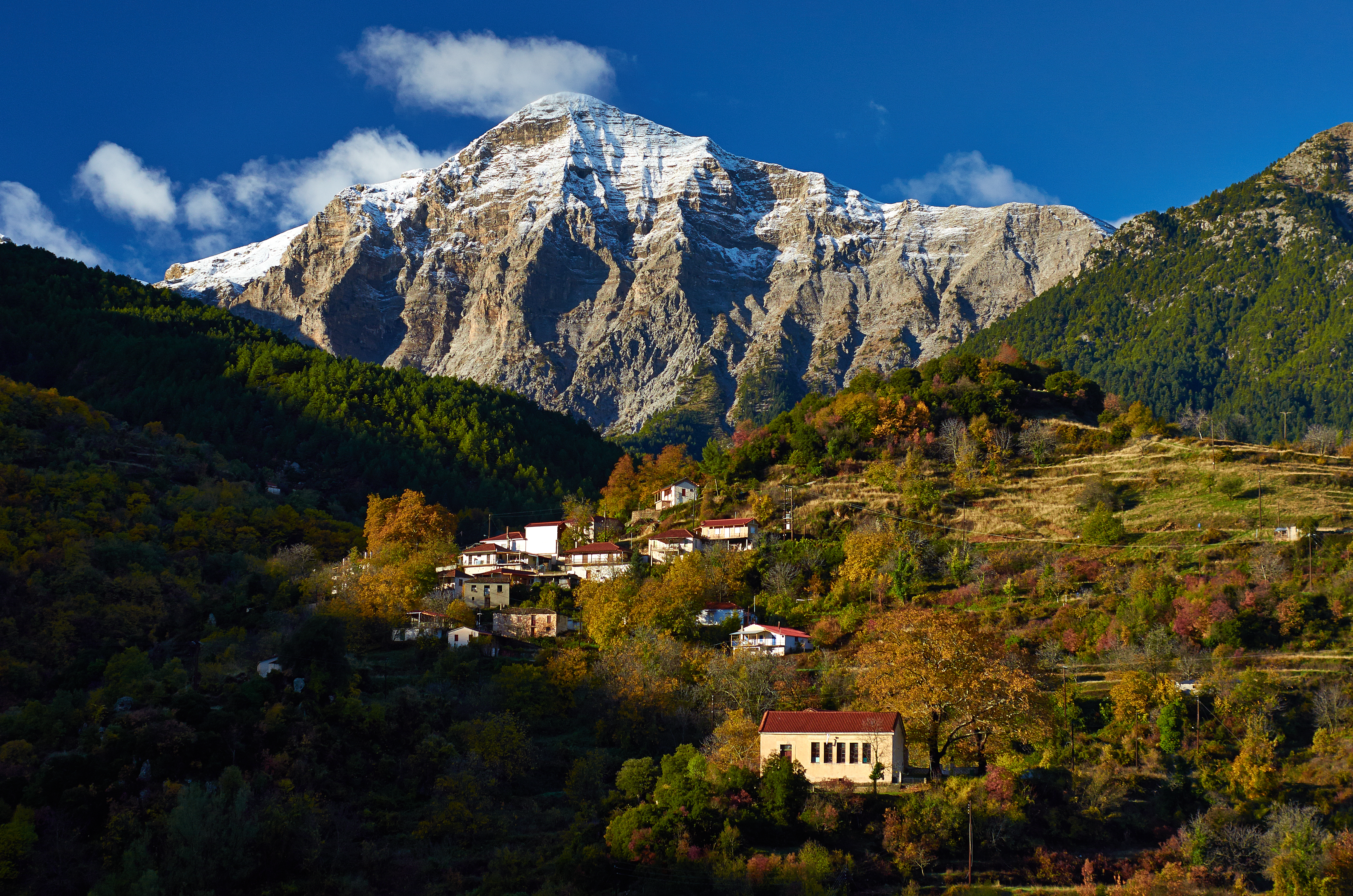
Vue du Neraïdórachi surplombant le village de Mesorroúgi.
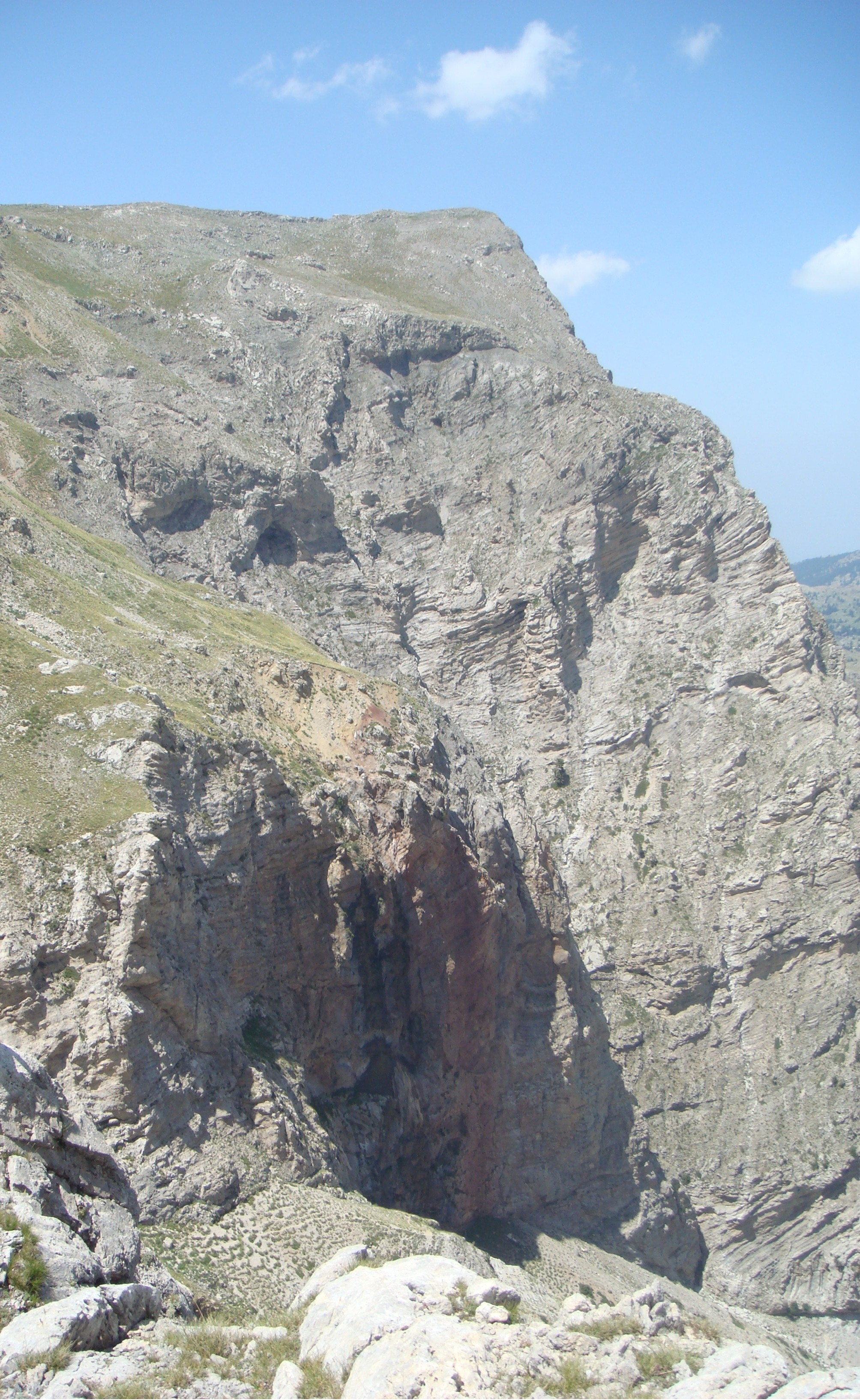
Les pentes du Neraidorachi et les chutes du Styx.
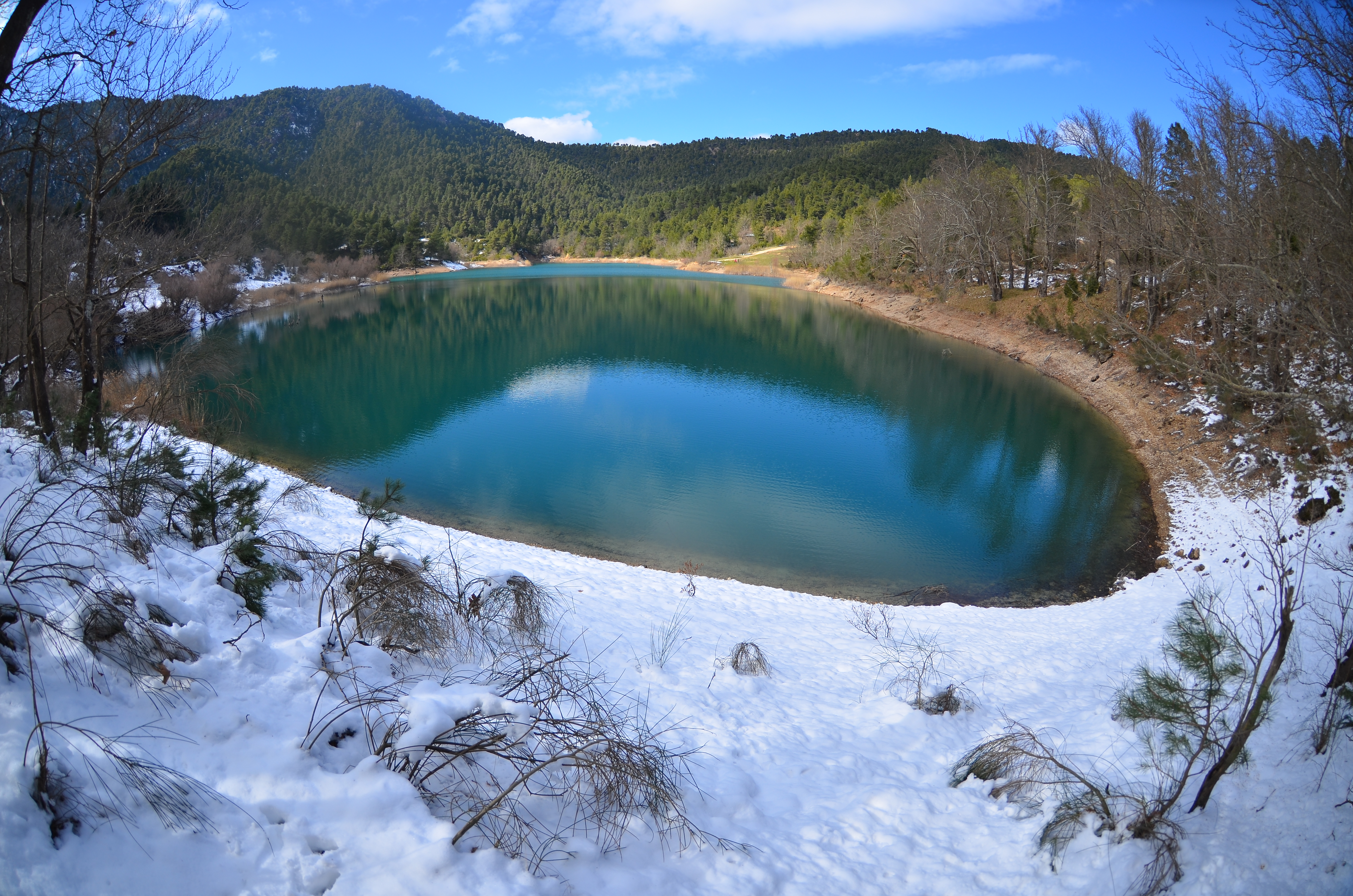
Le lac de Tsivlós.
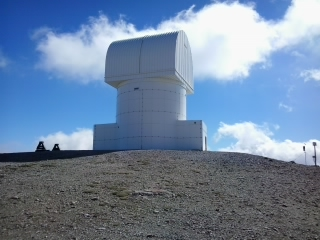
Le télescope Aristarchos.
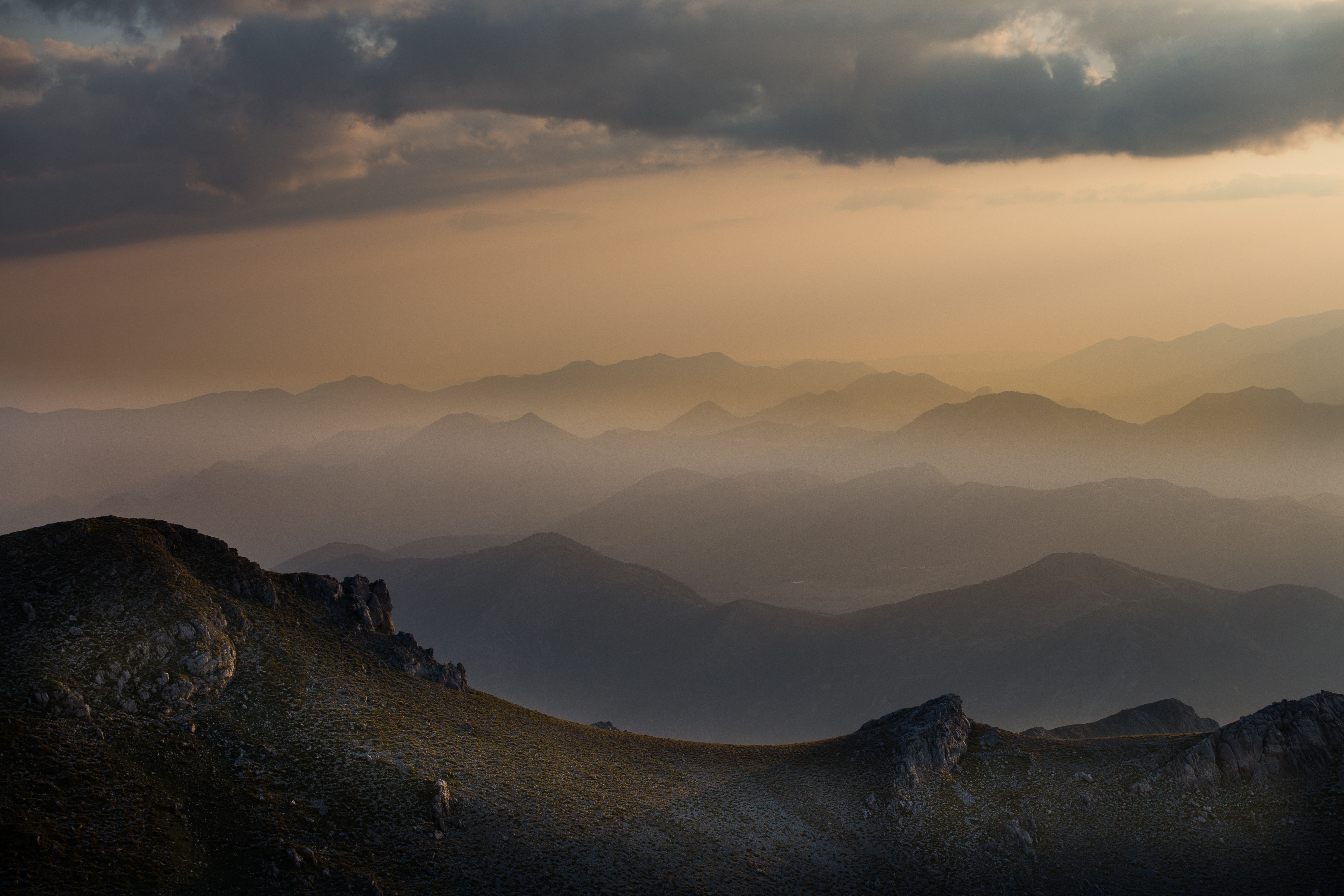
Sommets du Chelmós sous une brume d'été.